# Coop Sverige
Coop Sverige AB är ett bolag inom Kooperativa Förbundet som på olika sätt ansvarar för och leder Coop-kedjan i Sverige. Bolaget sköter bland annat inköp och utveckling av sortiment samt marknadsföring för Coop-butikerna.
Butikerna drivs av konsumentföreningar. Sedan 1 januari 2022 ägs bolaget Coop Butiker & Stormarknader av Konsumentföreningen Stockholm. Coop har i sin helhet en marknadsandel av svensk dagligvaruhandel på 19,0 procent (2017).

## Historik
Bildandet av Coop Sverige AB meddelades den 27 maj 2013 som en del av en större omorganisation av hela konsumentkooperationens dagligvaruverksamhet. Utöver bildandet av Coop Sverige innebar förändringen en tydligare regionalisering av verksamheten. Företaget Coop Butiker & Stormarknader fick en jämställd status med konsumentföreningarna och sålde samtidigt ett stort antal butiker till lokala konsumentföreningar.
I september 2015 meddelade Coop Sverige att butikerna skulle samlas under varumärkena Lilla Coop, Coop och Stora Coop. Dessa ersatte över tid de flesta av de tidigare koncepten.
Företaget var inledningsvis ett helägt dotterbolag till KF, men år 2015 trädde den kapitalstarka Konsumentföreningen Stockholm in som 33-procentig ägare.

### IT-attacken mot Kaseya
Mellan 2 och 8 juli 2021 var flera av Coops 800 butiker stängda på grund av en IT-attack riktad mot det amerikanska mjukvarubolaget Kaseya, en leverantör till Visma Esscom som i sin tur var leverantör av Coops kassasystem, som inte fungerade efter attacken. It-attacken använde sig av en typ av ransomware skapat den cyberkriminella gruppen REvil och var enligt IT-säkerhetsexperten David Jacoby unik i sitt slag då det var den första attacken enligt hans kännedom "där man stänger ner en hel butikskedja fysiskt". Attacken drabbade butiker som drevs av Coop Butiker & Stormarknader såväl som flera konsumentföreningar. Några föreningar, såsom Coop Värmland, Coop Norrbotten och Coop Oskarshamn med omnejd, hade vid tillfället separata kassasystem och drabbades inte av attacken.

## Butikskoncept
Coop började införa nya butikskoncept 2015. Tanken med de nya koncepten är att de fyller olika behov.

### Coop
Medelstora butiker med fokus på vardagshandel som ofta är placerade i tätortscentrum. Konceptet ersätter huvudsakligen Coop Konsum och Coop Extra. Vid utgången av 2017 drev Coop Sverige 147 butiker inom koncepten Coop, Coop Konsum och Coop Extra. Siffran inkluderar inte de butiker som drivs av konsumentföreningarna.

### Stora Coop
Coops största butiker med fokus på storhandel. Butikerna ligger ofta i köpcentrum och vid handelsplatser. Konceptet ersätter huvudsakligen de tidigare konceptet Coop Forum. Vid utgången av 2017 drev Coop Sverige 40 butiker inom koncepten Stora Coop och Coop Forum. Siffran inkluderar inte de butiker som drivs av konsumentföreningarna.

### X:-TRA

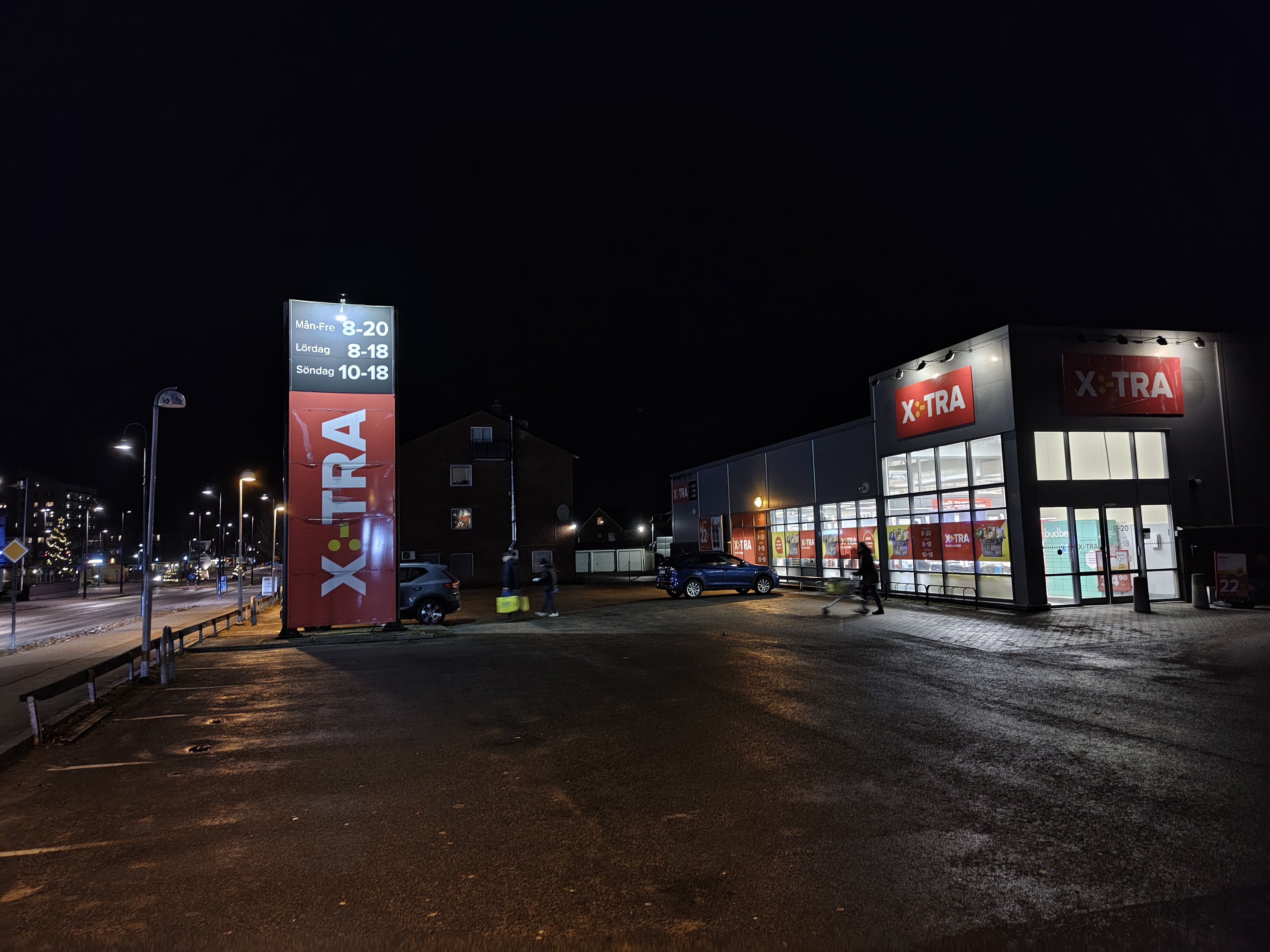
Coop Xtra i Smålandsstenar

2019 köpte Coop upp alla Nettobutiker i Sverige. De flesta byggdes om till Coopbutiker men på en del platser där lokalerna låg för nära en redan befintlig Coopbutik öppnades det nya butikskonceptet X:-TRA 

## Historiska butikskoncept

### 2001–2015
År 2001, inför bildandet av Coop Norden, presenterade KF nya butiksprofiler samlade under namnet Coop. Inledningsvis fanns två profiler: stormarknaderna samlades under namnet Coop Forum medan små och mellanstora butiker kallades Coop Konsum. Dessa profiler lanserades först i de butiker som drevs direkt av KF och senare av lokala konsumentföreningar. År 2004 presenterades ytterligare två koncept: Coop Extra och Coop Nära. Dessa koncept bibehölls för merparten av kooperationens butiker fram till år 2015.

#### Coop Forum
Namnet Coop Forum hade ursprungligen använts för en experimentbutik i Fittja som öppnade i oktober 1999. Det var en tidigare Obs!-butik som profilerades om för att få en mer exklusiv prägel med högre personaltäthet. Den fanns under en tid parallellt med KF:s tidigare stormarknadskoncept: Obs!, B&W och Robin Hood.
I september 2001 lanserades Coop Forum som en sammanslagning av KF:s fyra stormarknadskoncept.

#### Coop Konsum
Coop Konsum ersatte i huvudsak tidigare Gröna Konsum, men även några Prix-butiker som drevs av KF uppgick i kedjan. Den första butiken som bytte namn var Coop Konsum Eriksberg i Eriksberg, Göteborg i november 2001, övriga butiker följde under år 2002.

#### Coop Extra
Något år efter införandet av namnet Coop Konsum bytte några av de större butikerna namn till Coop Extra, men ingick ändå i Coop Konsum-kedjan med samma gröna färgsättning. I maj 2003 meddelades att Coop Extra skulle brytas ut till en separat kedja. I samband med detta fick den en tydligare egen profil med röd färgsättning.

#### Coop Nära
I november 2004 presenterades konceptet Coop Nära. Denna kedja bestod i huvudsak av mindre lanthandlare och närbutiker.

#### Coop Bygg
Vissa Coop Forum hade en separat avdelning som hette Coop Forum Bygg & Trädgård (tidigare Obs! Bygg & Trädgård). I juni 2006 delades Coop Forum på Väla utanför Helsingborg upp i en Coop Extra och en Coop Bygg. I september 2006 bytte övriga Bygg & Trädgård-avdelningar namn till Coop Bygg. År 2009 överlät dåvarande Coop Sverige ett antal Coop Bygg till Byggmax och började sedan avveckla konceptet. Flera Coop Bygg-butiker som drivits av konsumentföreningar övergick under år 2015 till kedjan Bolist.

### Lilla Coop
Små butiker med fokus på kompletteringshandel som har långa öppettider och målet att ligga nära kunderna. Konceptet ersätter huvudsakligen det tidigare konceptet Coop Nära. Vid utgången av 2017 drev Coop Sverige 49 butiker inom koncepten Lilla Coop och Coop Nära. Siffran inkluderar inte de butiker som drivs av konsumentföreningarna. 
I slutet av 2018 togs beslut om att butikskonceptet Lilla Coop skulle fasas ut och kvar blir endast Coop och Stora Coop.

## Egna varumärken
Coop har flera egna varumärken, så kallade EMV, inom olika områden. Försäljningen av EMV-varor står för 23 procent av den totala försäljningen (2017). Inköp för egna varumärken samordnas på nordisk nivå genom företaget Coop Trading A/S.

### X-tra
Coops lågprismärke, som innehåller bland annat rengöringsprodukter, kycklingfilé, ris, läsk, krossade tomater, juice, pommes frites och kaffe. I takt med att X-tra introducerades ersattes varor med det tidigare varumärket Blåvitt.

### Coop
Coop ersatte det gamla märket Signum. Det är meningen att varorna ska stå för bra kvalitet, men med ett lågt pris och en enhetlig design på alla produkter.

### Änglamark
Coops märke för miljövänliga/ekologiska varor och har Sveriges största ekologiska sortiment med cirka 660 varor. Varumärket introducerades 1991 efter krav på ekologiskt odlade produkter. Änglamarks sortiment sträcker sig från ekologiska livsmedel och hundmat till tvål och toalettpapper. Varorna är alltid miljömärkta med en tredjepartsmärkning. Livsmedel är KRAV-märkta. Dessutom är kaffe, te, choklad och kakao i regel även Fairtrade-märkta. Änglamarks hygien- och kemtekniska produkter är miljömärkta med Svanen eller Bra Miljöval. Fisk certifieras med MSC.